# Mōryō no Hako
Mōryō no Hako (魍魎の匣 lit. La caja de Mōryō?) es una serie de novelas ligeras creadas por Natsuhiko Kyogoku e inspiradas en la novela Requiem from Darkness. El éxito de la novela llevó a una adaptación a imagen real en 2007, de la mano del actor y director Masato Harada. Una serie de anime producida por el estudio Madhouse fue estrenada el 10 de octubre de 2008. El diseño de personajes estuvo a cargo del grupo de mangakas CLAMP.

## Argumento
En el año 1952, en plena reconstrucción sociocultural de Japón luego de la Segunda Guerra Mundial, ocurren una serie de espeluznantes asesinatos donde varias mujeres han sido salvajemente mutiladas y metidas en cajas por un psicópata en pleno auge criminal. La policía sospecha de un enigmático individuo que posee cualidades psíquicas, a quien se le señala de ser el primer responsable. Pero, cuando la hermana de una famosa actriz desaparece sin dejar rastro, un detective privado, un policía con años de experiencia, un sacerdote Shinto y un tímido escritor, deben asociarse para encontrar a la joven y esclarecer los asesinatos en serie.

## Anime
Mouryou no Hako (魍魎の匣) es un anime producido por Madhouse, basado en la novela de terror y misterio de Kyougoku Natsuhiko. La serie se estrenó en octubre de 2008 y constó de 13 episodios. El director es Ryosuke Nakamura (el mismo de Death Note), y el diseño de personajes corrió a cargo de CLAMP. "La Caja de Mouryou" trata sobre el asesinato de jóvenes estudiantes que son descuartizadas, y guardadas por pedazos en cajas. El investigador privado, contratado por la madre de una de las jóvenes asesinadas, une fuerzas con varias personas, incluyendo a un vendedor de libros antiguos, para intentar resolver el misterio.

## Banda sonora
- Opening : Lost in Blue por Nightmare.
- Ending : NAKED LOVE por Nightmare.